# أشخاص رفضوا جائزة نوبل
أشخاص رفضوا جائزة نوبل قائمة لمجموعة من الأشخاص الذين رفضوا استلام جائزة نوبل مرغمين أو بكامل رغبتهم.

## القائمة

### نوبل للآداب
- الكاتب جورج برنارد شو هو أول من رفض استلام جائزة نوبل، إذ فاز بها عام 1925، ويرجع سبب رفضه إلى عدم إيمانه بأهمية جائزة نوبل، وسخر منها كما سخر من مؤسسها، ولكنه عاد واستلمها في العام التالي 1926، دون أن يقبض قيمتها المادية.

- الكاتب الفرنسي جون بول سارتر الفائز بجائزة نوبل للآداب عام 1964، إذ رفض الجائزة بسبب رفضه لتسلم جميع الجوائز الرسمية.

- كما أُجبر الكاتب الروسي بوريس باسترناك الفائز بجائزة نوبل للآداب عام 1958 على رفض استلام الجائزة التي منحتها لهُ الأكاديمية عن رواية دكتور زیفاكو، حيث منع من قبل سلطات الاتحاد السوفييتي في وقتها.[1]

### نوبل للسلام
- السياسي والمحارب الفيتنامي لي دوك ثو الفائز بجائزة نوبل للسلام مناصفة مع وزير الخارجية الأمريكي هنري كسنجر، رفض استلام الجائزة لأنه يعتقد بعدم التوصل للسلام في فيتنام.

### نوبل للكيمياء
- أُجبر على رفض الجائزة أدولف بوتنانت الفائز بجائزة نوبل للكيمياء عام 1939.
- كما أُجبر على رفضها ريتشارد كوهن الفائز بها عام 1938.

### نوبل للطب
- جيرهارد دوماك الفائز بجائزة نوبل في الطب عام 1939، رفضها كذلك مرغمًا كبقية العلماء الألمانيين، حيث أن أدولف هتلر قد نهى الألمان عن استلام الجائزة في عام 1937، وأصدر قانوناً بذلك.[2]